# Andreas Hein (Leichtathlet)
Andreas Hein (* 9. September 1972 in Wetzlar) ist ein ehemaliger deutscher Leichtathlet, der im 400-Meter-Lauf antrat.

## Sportliche Karriere
Andreas Hein startete für die Leichtathletik-Gemeinschaft Wetzlar. Bei den Deutschen Meisterschaften 1996 in Köln wurde er Dritter über 400 Meter, wobei er dabei seine persönliche Bestleistung von 46,07 Sekunden aufstellte.
Andreas Hein nahm 1995 mit der 4-mal-400-Meter-Staffel an der Universiade in Fukuoka teil, erreichte aber nicht das Finale. 1996 bei den Olympischen Spielen in Atlanta schied die deutsche 4-mal-400-Meter-Staffel mit Rico Lieder, Andreas Hein, Kai Karsten und Thomas Schönlebe mit 3:05,16 Minuten im Vorlauf aus.
Andreas Hein ist der Sohn von Gerold Hein, der in den 1970er Jahren zweimal im Nationaltrikot antrat.